# Daïra de Damous
Pour les articles homonymes, voir Damous (homonymie).
La daïra de Damous est une daïra d'Algérie située dans la wilaya de Tipaza et dont le chef-lieu est la ville éponyme de Damous.

## Localisation
La daïra est située à l'ouest de la wilaya de Tipaza.

## Communes de la daïra
La daïra est composée de trois communes : Damous, Larhat et Beni Milleuk.